# Codolar de Torrenova
El Codolar de Torrenova o Codolar de sa Torre Nova és una riba (platja) de còdols a llevant de la punta d’en Nati. situada al nord oest de l'illa de Menorca, al terme de Ciutadella.
S'hi pot accedir des de l'aparcament del Far de Punta d'en Nati. És una zona sense vegetació que ofereix una sensació desèrtica. Poc freqüentada i amb un relleu abrupte i accés perillós. No disposa de cap mena de servei. S'hi arriba millor en barca.